# Oecetis akimi
Oecetis akimi är en nattsländeart som beskrevs av Gibbs 1973. Oecetis akimi ingår i släktet Oecetis och familjen långhornssländor. Inga underarter finns listade i Catalogue of Life.